# 李文忠

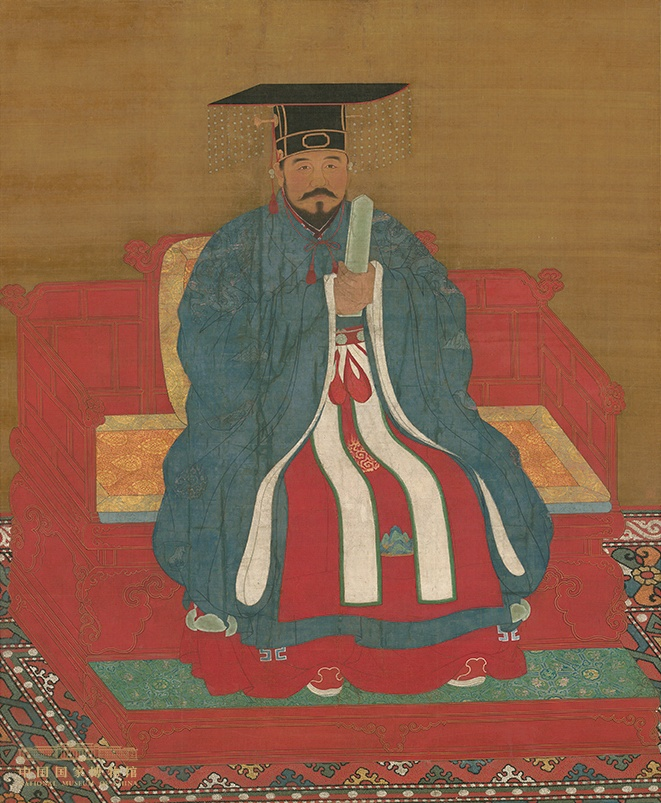
李文忠

李 文忠（り ぶんちゅう、1339年 - 1384年3月22日）は、明の将軍。字は思本。泗州盱眙県の人。父は李貞。子は李景隆・李増枝・李芳英。朱元璋の甥（姉の曹国公主朱仏女の子）にあたる。

## 概要
若い頃から母方の叔父の朱元璋に従って起義軍に参加し武勲を立て、武勲は徐達・常遇春に並ぶと称され、常遇春が亡くなると将軍に任じられた。同僉行枢密院事となり後に曹国公に封じられた。成都新城を築いた。徐達・常遇春・鄧愈・沐英・湯和らとともに六王の一人にも数えられていた。しかし、朱元璋を諌めたことで不興を買い、後に急死した。享年は46。そのため、毒殺説が定説になっている。死後に岐陽王に封ぜられる。

## 墓所
李文忠墓は南京の紫金山の北西に位置しており近くには徐達墓がある。清の光緒年間には陵墓の神道が修復されている。明孝陵の一部として世界遺産に登録されている。

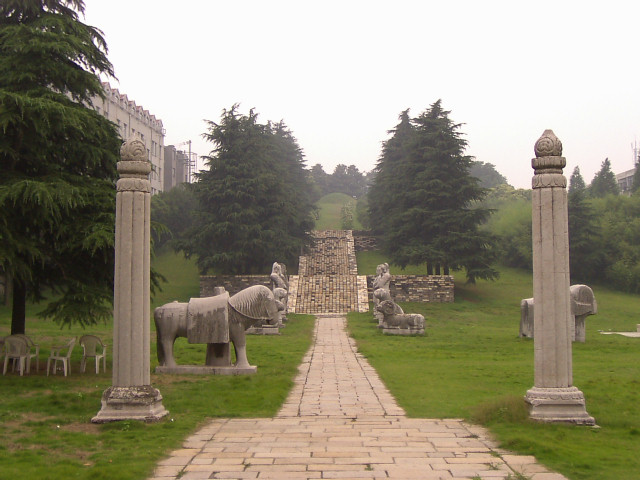
明岐陽王陵園
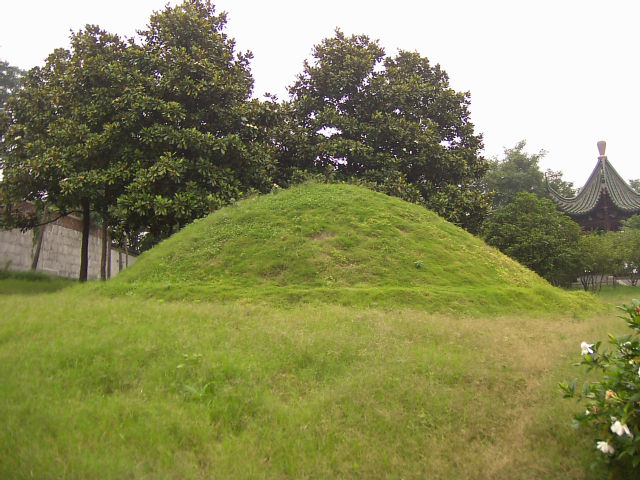
李文忠墓
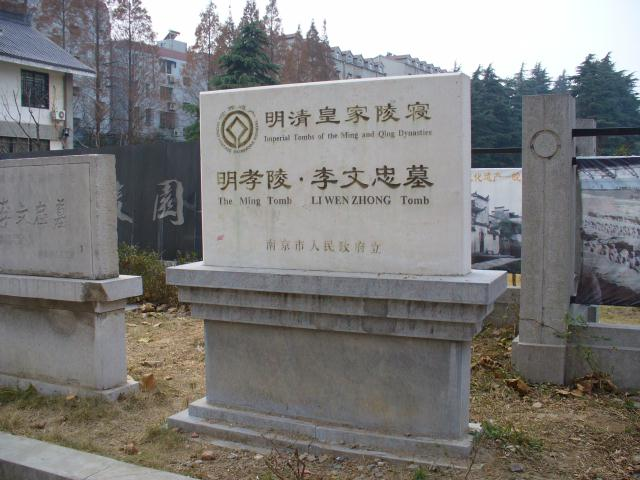
世界遺産を示す石碑

### 入場料
- 5元（2004年現在）